# Ulloa (ort)
Ulloa är en ort i Colombia.   Den ligger i departementet Valle del Cauca, i den centrala delen av landet, 180 km väster om huvudstaden Bogotá. Ulloa ligger 1 353 meter över havet och antalet invånare är 2 621.
Terrängen runt Ulloa är kuperad österut, men västerut är den platt. Terrängen runt Ulloa sluttar brant västerut. Runt Ulloa är det ganska tätbefolkat, med 222 invånare per kvadratkilometer. Närmaste större samhälle är Pereira, 13,0 km norr om Ulloa. Omgivningarna runt Ulloa är en mosaik av jordbruksmark och naturlig växtlighet.